# Palacio de Fernán Núñez
El palacio de Fernán Núñez es un edificio palaciego situado en la calle de Santa Isabel de la ciudad española de Madrid, sede de la Fundación de los Ferrocarriles Españoles.

## Historia
El edificio, cuya fábrica original fue realizada por Antonio López Aguado, arquitecto de la familia ducal, y ha sido fechada tentativamente en la última década del siglo XVIII, fue luego reconstruido y ampliado, con fachada de nueva fábrica, por el hijo del anterior, el arquitecto Martín López Aguado, hacia 1847 para Nicolás Osorio y Zayas, xv duque de Alburquerque y duque de Fernán Núñez.

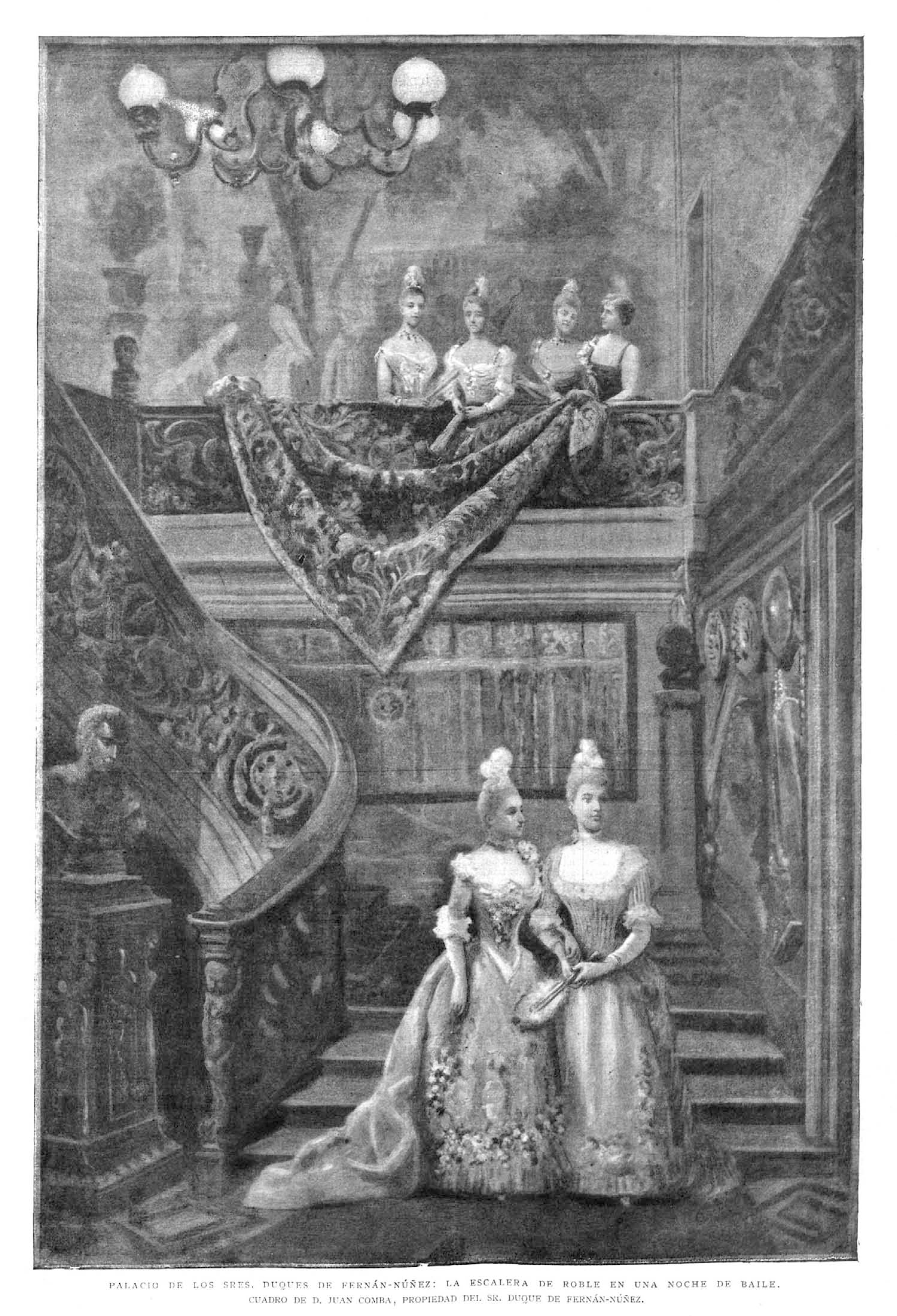
La escalera de roble del palacio en una noche de baile

En dicho palacio fueron frecuentes las tertulias y fiestas organizadas por la duquesa de Fernán Núñez, una de las damas más populares de la aristocracia madrileña del siglo XIX.
En 1915 estaban censados en el palacio 22 sirvientes.
Durante la Guerra Civil en sus cercanías se situó una gran trinchera, y tras la contienda, en 1940, fue comprado por la Compañía Nacional de los Ferrocarriles del Oeste de España y Red de Andaluces, siendo necesaria una reconstrucción parcial del edificio. Se convirtió en la sede de la Fundación de los Ferrocarriles Españoles en 1985.

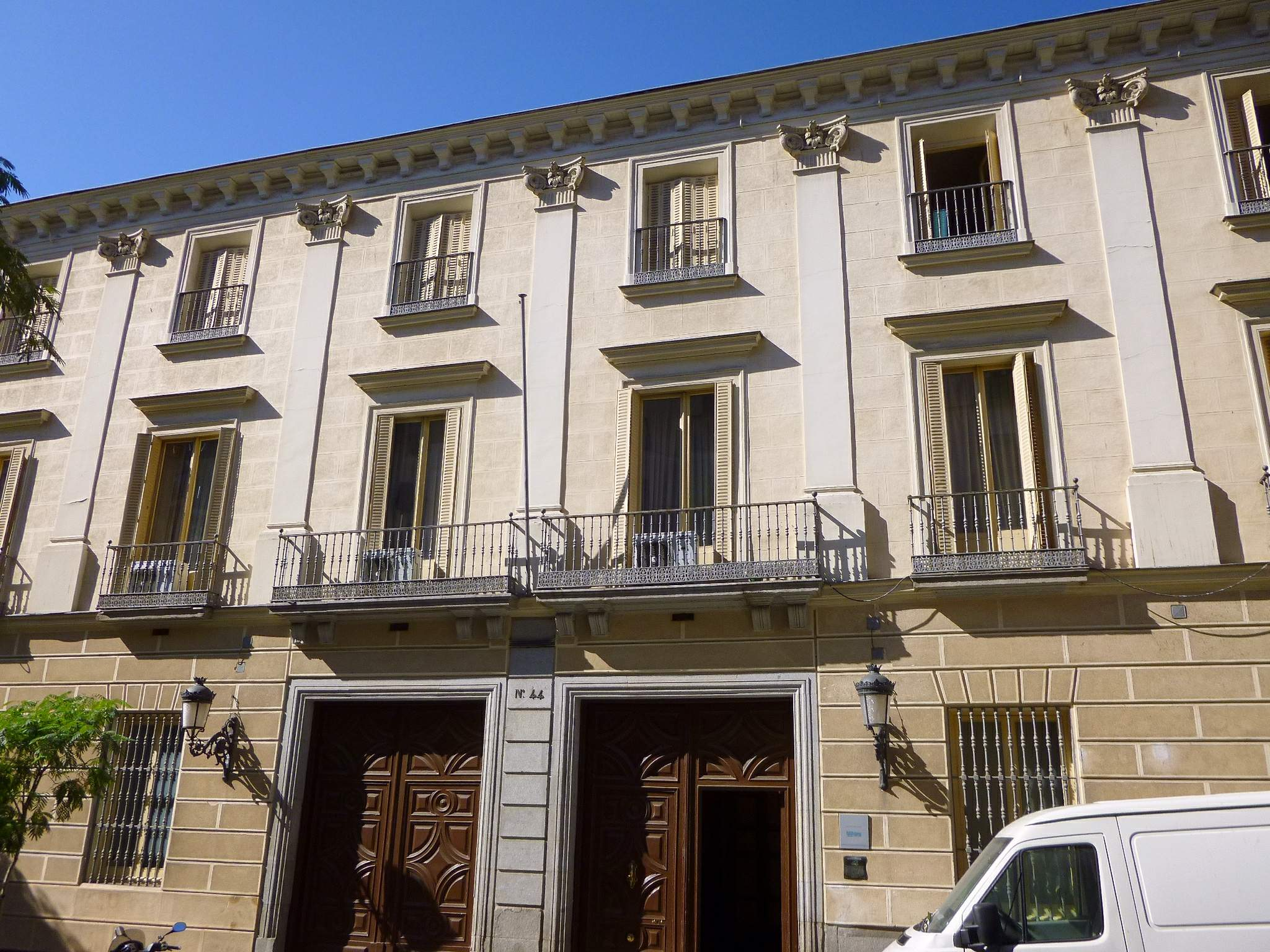
Fachada del inmueble

Este palacio de estilo neoclásico, con influencias del clasicismo romántico de mediados del siglo XIX en el exterior, muestra en su interior una amplia variedad de estilos, desde el neobarroco al romanticismo de influencia francesa. Asimismo conserva algunos interesantes objetos, como por ejemplo un gran espejo en la escalera que comunica las plantas y que servía para que los invitados a las fiestas pudieran observar disimuladamente si llevaban bien colocados sus vestidos antes de entrar en los salones. Destaca especialmente el salón de baile, de estilo francés, la zona más fiel a la decoración que vieron sus primeros propietarios. Durante la guerra civil fue ocupado por las Juventudes Socialistas.
Desde su construcción ha sufrido varias reformas, pero todas ellas conservando su decoración decimonónica: en 1912 fue reformada la terraza del jardín; en 1940 fue reconstruido parcialmente como ya se ha comentado; en 1970 fue restaurado y reformado de nuevo; en 1985 las plantas baja y primera fueron reformadas nuevamente, y la última obra ha sido la restauración de sus fachadas entre 2000 y 2002.
Este lugar fue utilizado para la grabación de la canción Tacones rojos de Sebastián Yatra en 2021.

## Uso actual
Tras ser adquirido por RENFE, se convirtió en oficinas de la empresa y en el primer museo del ferrocarril de Madrid, antes de su ubicación en la estación de Delicias. Actualmente, tras la división de Renfe en 2005, el palacio es propiedad compartida de las empresas públicas Renfe y Adif, albergando servicios administrativos de estas y de la Fundación de Ferrocarriles. Asimismo, se destina a usos culturales (visitas guiadas) o eventos privados (desfiles de moda, rodajes de series...).

## Localizaciones de cine
El palacio ha sido escenario de rodaje de numerosas películas. Entre ellas están: ¿Dónde vas, Alfonso XII? (Luis César Amadori, 1958), El maestro de esgrima (Pedro Olea, 1992), Sangre de mayo (José Luis Garci, 2008), Que se mueran los feos (Nacho G. Velilla, 2010), Holmes y Watson. Madrid Days (José Luis Garci, 2012), La venta del paraíso (Emilio J. Ruiz, 2012) y Tiempo después (José Luis Cuerda, 2018).